# Homer Simpson
Homer Jay Simpson (röst av Dan Castellaneta) är en av huvudfigurerna i den animerade tv-serien Simpsons. Han är gift med Marge Simpson och far till Bart, Lisa och Maggie och son till Abraham och Mona Simpson. Han bor idag på adressen 742 Evergreen Terrace i Springfield. Han är halvbror till Herb Powell som var rik och ägde en bilfabrik, men som ruinerades efter att ha anställt Homer. Homer jobbar på Springfields kärnkraftverk i sektor 7G åt Charles Montgomery Burns.

## Karaktär
Homer är vid mycket dålig hälsa och har varit tvungen att genomgå en bypassoperation på grund av sitt dåliga hjärta. Han har också donerat sin ena njure till sin far. Homer är också överviktig men väger enligt sitt körkort 63,5 kg, medan ett annat visar 122,5 kg, och 108,9 kg. Han har en gång lyckats gå ner från 117 kg till 113 kg. För att utnyttja sjukvårdsreformen gick han en gång upp från 108 kg till 136 kg. Homer har haft Betsy Bidwell som viktcoach och gick då upp tre kg eftersom han fuskade med dieten som bestod av paprika.
Homer har en låg intelligensnivå, har IQ 55 och beskrivs av regissören David Silverman som "kreativt lysande i sin dumhet." Anledningen till hans låga IQ är en färgkrita i hjärnan som blockerar hjärnkraften. Kritan hamnade där då Homer som barn tryckte upp en massa kritor i näsan. Homer tog en gång ut denna krita, och fick ett ovanligt högt IQ. Dock valde han att sätta tillbaka kritan, då han blev utfrusen av sina vänner på grund av sin begåvning. Homer visar också sin enorma lathet på arbetet. Han har påstått att han inte kan läsa och har förbjudits komma närmare kändisar än 805 km. Homer tillbringar ofta sina kvällar genom att dricka Duff i Moe’s Tavern tillsammans med sina arbetskamrater Carl Carlson och Lenny Leonard, och bäste vännen Barney Gumble (som är alkoholist).
Homer har komplicerade relationer till sina barn och umgås mest med Bart även om han brukar strypa honom om han är kaxig. Homer och Lisa har helt motsatta personligheter, men Homer hjälper ändå Lisa ofta och bra. Han glömmer ibland bort att Maggie existerar. Medan Homers tanklösa upptåg ofta upprör hans familj är han är en kärleksfull make och far, även om det kan ta tid för honom att förstå hustruns och barnens behov när dessa inte är identiska med hans egna. I Lisa Beauty Queen (säsong fyra, 1992) sålde han en kär ägodel för att få Lisa att delta i en skönhetstävling, i Rosebud (säsong fem, 1993) gav han bort sin chans till rikedom då han lät Maggie behålla en nallebjörn, i Radio Bart (säsong tre, 1992) började han hjälpa Bart upp ur en brunn som han fallit ner i, och i A Milhouse Divided (säsong åtta, 1996) ordnade han ett andra bröllop med Marge för att kompensera för deras misslyckade bröllop. Homer har en sämre relation med sin far Abraham Simpson, som han placerade i ett äldreboende så snart han kunde även om han ibland har visat känslor av kärlek till sin far.
Homer tänker ofta med sitt sinne, som uttrycks i berättarröst. Hans hjärna ger honom ofta tvivelaktiga råd. Homers samtal med hjärnan användes flera gånger under fjärde säsongen, men har avvecklas till en mindre skala. På fritiden vill Homer helst äta fet mat, titta på TV och dricka öl. Homer associerar lätt till mat och godsaker, varefter han säger Mmm... och det han tänker på, exempelvis Mmm... Chocolate eller Mmm... fattening. När det händer Homer något bra sträcker han upp armarna i luften och säger Woohoo!. När det händer honom något dåligt eller när något går honom emot säger han D'oh! (denna replik kommer ursprungligen från Helan och Halvan-filmen Vi reser västerut). Han använder ibland glasögon då han läser och har genomgått en laseroperation för ögonen.
Under den största delen av sin arbetstid ägnar han sig år att äta munkar (donuts), eller sova vid sin kontrollpanel. När Mr. Burns behöver en av sina arbetare till ett speciellt uppdrag lyckas han alltid av en slump välja Homer. En gång var han facklig ledare på verket, medan han en annan gång lyckades bli VD och sparka Mr. Burns genom en kupp, när Burns gjorde Homer till ägare för att rädda sitt eget skinn. Homer gör även rösten till en maskot i Krustyland som kallas Poochie. Under seriens gång har Homer haft minst 187 olika yrken utöver sitt jobb på kärnkraftverket. Han tjänar 40 dollar per arbetsdag på kärnkraftverket, och 60.000 dollar per år före skatt. Han är sportintresserad och har varit framgångsrik i både softboll och curling. Hans bil är en rosa fyradörrars sedan med vänstra framflygeln krockskadad. Bilen är tillverkad i Kroatien, byggd på delar från sovjetiska stridsvagnar. Modellen kallas 401K. Homer är också "den utvalde" i Stenhuggarna.

## Biografi
Homer föddes i Connecticut men växte upp utanför Springfield med sina föräldrar på en bondgård. I födelsebeviset nämns dock Springfield som hans födelseort. Banken tog hand om bondgården efter att gårdens kor började mjölka surt efter att Homer skrämt korna. Huset skadades en gång svårt av en eldsvåda.
Under skolåldern rymde Mona och lämnade Abraham med Homer. Homer började grundskolan på Springfield Elementary och fick gå om andra klass. Sin gymnasietid tillbringade han på Springfield High School där han gick verkstadslinjen. Under han sista året på gymnasiet träffade han Marge Bouiver som han blev förälskad i. Han klarade aldrig kemin och tog inte studenten innan han klarat av en vuxenutbildning.
Marge fortsätter studera på Springfield University och Homer börja jobba på sin fars företag, Simpson Laser Tag. De flyttade ihop och bodde på Springfield Place. Marge blev under studieperioden förälskad i sin magister, Augst, men bestämde sig för att stanna hos Homer efter att han motsatt sig äktenskapet. Under tiden Marge studerade var han medlem i ett hiphop-smörsoulband tillsammans med Lenny, Carl och Lou. Homer tröttade på hip hop-smörsoul och startade grungebandet Sadgasm. Under perioden blev han även diabetiker och började ta insulin efter att ha ätit för mycket frappucino.
Efter studieperioden flyttade Marge till sitt barndomshus och började jobba som servitris. Homer började jobba på minigolfbanan, Sir Putts-A-Lot, och bodde med Barney Gumble. När Homer var 24 år drev han en gödselfirma och jobbade inom reklamfilm och hade även ett garageband med sig själv som enda medlem och gjorde karikatyrer på begravningar.
Efter ett besök på en biograf besökte Homer och Marge Sir Putts-A-Lot, där de hade sex och Bart blev till. Då Homer fick reda på att Marge var gravid gifte de sig på Shotgun Pete's 24 Hour Wedding Chapel och han flyttade in till hennes familj. För att ha råd med ekonomin började han därefter söka jobb på ett flertal platser innan han till slut fick fast anställning på Springfields kärnkraftverk som kärnkraftstekniker.
Efter giftermålet flyttade de in en lägenhet, men då Lisa föddes behövde de en större bostad. För att ha råd med en egen villa lånade han pengar av sin far. Kort därefter placerade han honom på Springfield Retirement Castle Då Lisa var en omkring två år, fortsatte han sin musikkarriär med barbershopbandet "The Be Sharps" tillsammans med Apu, Seymour och Clancy som senare ersattes av Barney. Bandet producerade två skivor och fick en Grammy för bästa soul-, tal- eller barbershop-lp. Homer provade också att jobba som musiker på "Cafe de Mexico" men fick bara limefrukter i lön.
Strax innan Maggie föddes blev han skuldfri och började jobba på "Barney's Bowl-A-Rama". Då Maggie föddes ökade utgifterna igen och han återgick till jobbet på kärnkraftverket.

### Framtid
Homer kommer att skilja sig från Marge eftersom han köpt ett undervattenshus. De blir senare återförenade igen, och kommer att bo i Vita huset.

### Ålder
Som alla andra i The Simpsons åldras Homer inte alls (så kallad "unaging"), även om man har fått se hans födelsedag och årtal anges i vissa avsnitt. Årtalen som anges är endast aktuella för det aktuella avsnittet. Därför sägs det i avsnittet 04.16 - Duffles från februari 1993 att Homer var född i maj 1956. Då var han alltså 36 år gammal.
I avsnitt 3 säsong 8 "The Homer They Fall", säger Marge: "Homer, du är 38 år, du kan inte hålla på att boxas".
I avsnittet 10.1 - The Wizard of Evergreen Terrace bekräftade Marge att hans ålder är 39 (efter att Homer hört på radio att medellivslängd för en man var 76,2 år, och han trodde att han levt halva sitt liv (38,1 år) vilket gjorde honom extremt deprimerad.
I avsnittet 18.13 - Springfield Up ser man Homer först som åttaåring, därefter som 16-åring, följt av att man får se honom 24 år gammal, och sedan 32, varpå man kommer till nuet där han är 40 eller snart ska fylla 40.
Ingendera åldern är egentligen speciellt logisk, då Marge blev gravid med Bart i slutet eller strax efter sin tid på high school. Då hon och Homer är jämnåriga och Bart brukar beskrivas som runt tio, bör Homer inte vara äldre än 32, men det har senare framkommit att Homer och Marge levde frånskilda ett tag under 1990-talet innan Bart föddes, och Marge hann med att gå på college också.

## Design
Homer klär sig vanligtvis i en vit kortärmad tröja med blåa byxor med svarta skor. Han äger även ett par gråa byxor med storlek 48 i midja med bred stjärt. Han har tre runda hårstrån på huvudet med en rad med vågigt hår mellan öronen på baksidan av huvudet. Han har en gång sagt att hans hår på huvudet bara är en peruk. Homer har även skäggstubb, och vid de tillfällen har rakar det återfår han skäggstubben efter ett ögonblick. Homer hade rött/brunt hår tills han började tappa håret under sina barns uppväxt. En gång använde han mirakelmedlet Dimoxinil och fick tillbaka sitt naturliga hår, då familjen inte har råd med en andra omgång av medlet tappade han håret igen. Homer har två gånger burit en poncho, som hippie och överviktig. I serien är Homer 182 cm lång och tillhör blodgruppen B+. Han uppges ha blåa ögon enligt ett körkort. Han har en tatuering med sitt gamla favoritband "Starland Vocal Band".

### Skapande
Hela familjen Simpson är utformade så att de skulle kännas igen i en silhuett. Familjen har grova drag då Matt Groening bara lämnade grundläggande skisser till animatörerna, då han förutsatt att de skulle förbättra dem. Endast ett fåtal andra karaktärer har ett liknande utseende som Homer, som Lenny och Krusty the Clown. När Matt Groening ursprungligen ritade Homer, satte han sina initialer runt håret och örat, håret designades som ett "M", och örat som ett "G". Matt Groening ritar in sina initialer de gånger han tecknar Homer för fansen. Den grundläggande formen av Homers huvud ritades av regissören Mark Kirkland som utformade huvudet med hjälp av en tubformad kaffekanna och en salladsskål, huvudet ritas även på liknade sätt för Bart, medan mar ritar sfärer för Marge, Lisa och Maggie. Under kortfilmerna försökte animatörerna experimentera med Homers munrörelser, men detta stoppades då det gick till överdrift.
I några tidiga episoder, var Homers hår lite mer runt då regissören Wes Archer ansåg att det skulle se ovårdat ut. Homers hår utvecklades senare till mer vårdat. Under de tre första säsongerna, designades närbilder av Homer med små linjer som var tänkta som ögonbryn. Matt Groening uppskattade inte ögonbrynen och bilderna togs senare bort. I säsong sju (1995) avsnitt Treehouse of Horror VI, var Homer delvis datoranimerade. Animationen var krävande för Pacific Data Images då de hade en bestämd mall att gå efter. I sista minuten med 3D-animeringen syns Homer i verkliga Los Angeles. Den scenen är regisserad av David Mirkin och det var första gången en karaktär från Simpsons var i den verkliga världen i serien.  Avsnittet Lisa's Wedding (säsong sex, 1995) var den första flashforward, och utspelar sig femton år i framtiden. Där designade de om Homer för att göra honom äldre. Han designades tjockare och flintskallig med en extra rad hår mellan öronen. Därefter har liknade utseende används i andra flashforward-episoder. Homer har en gång tatuerat Marge tillsammans med en dödskalle på sin bröstkorg.

## Röst

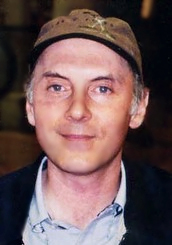
Dan Castellaneta gör Homers röst.

Rösten för Homer Simpson görs av Dan Castellaneta som även gör ett flertal andra röster som Abraham Simpson, Krusty the Clown, Barney Gumble, Groundskeeper Willie, Joe Quimby och Hans Moleman. Dan Castellaneta var en del av de medverkade i The Tracey Ullman Show och hade tidigare arbetat med voice-over i Chicago tillsammans med sin hustru Deb Lacusta. Istället för att anställa ett flertal nya skådespelare till rösterna för The Simpsons Shorts anlitades Dan Castellaneta och Julie Kavner till rösterna för Homer och Marge Simpson. Rösten skiljer sig i kortfilmerna och den första säsongerna av halvtimmesavsnitten. Dan Castellaneta förändrade rösten då han inte kunde "få tillräckligt med kraft bakom denna gamla rösten", och orkade inte göra rösten under de nio till tio timmar som röstinspelningen tog. Hans röst var då inspirerat av Walter Matthau.
Dan Castellanetas normala röster har ingen likhet med Homers. För att utföra Homers röst, sänker Dan Castellaneta hakan mot bröstet och låter då hans IQ blir lägre, och har vid inspelningstillfällena improviserat flera av Homers repliker, som raden "Jag är så smart, smrt" från avsnittet Homer Goes to College (säsong fem) vilket var ett rent misstag från Dan Castellaneta under inspelningen. Homer's Barbershop Quartet (säsong fem) är det enda avsnittet där Homers röst delvis kommer från någon annan än Dan Castellaneta, där hans sångröst ersattes av en medlem i The Dapper Dans.
När Simpsons dubbades till svenska under en kort period 1994 dubbades Homer av Per Sandborgh. I den svenska dubben av The Simpsons: Filmen spelades han av Anders Byström.

## Kända citat
- Mmm...donuts
- Do'h
- Wohoo
- Why you little... !
- Wikiquote har citat av eller om Homer Simpson.